# Ormes (Marne)
Ormes és un municipi francès, situat al departament del Marne i a la regió del Gran Est. L'any 2007 tenia 447 habitants.

## Demografia

### Població
El 2007 la població de fet d'Ormes era de 447 persones. Hi havia 164 famílies, de les quals 28 eren unipersonals (12 homes vivint sols i 16 dones vivint soles), 60 parelles sense fills, 68 parelles amb fills i 8 famílies monoparentals amb fills.
La població ha evolucionat segons el següent gràfic:
Habitants censats

### Habitatges
El 2007 hi havia 173 habitatges, 169 eren l'habitatge principal de la família i 4 estaven desocupats. 162 eren cases i 11 eren apartaments. Dels 169 habitatges principals, 129 estaven ocupats pels seus propietaris, 36 estaven llogats i ocupats pels llogaters i 4 estaven cedits a títol gratuït; 1 tenia una cambra, 4 en tenien dues, 3 en tenien tres, 29 en tenien quatre i 132 en tenien cinc o més. 145 habitatges disposaven pel capbaix d'una plaça de pàrquing. A 58 habitatges hi havia un automòbil i a 103 n'hi havia dos o més.

### Piràmide de població
La piràmide de població per edats i sexe el 2009 era:
| Homes | Edats   | Dones |
| ----- | ------- | ----- |
| 0     | 95 o +  | 0     |
| 0     | 90 a 94 | 0     |
| 0     | 85 a 89 | 4     |
| 0     | 80 a 84 | 0     |
| 0     | 75 a 79 | 0     |
| 4     | 70 a 74 | 16    |
| 4     | 65 a 69 | 8     |
| 4     | 60 a 64 | 4     |
| 12    | 55 a 59 | 4     |
| 16    | 50 a 54 | 24    |
| 20    | 45 a 49 | 12    |
| 20    | 40 a 44 | 28    |
| 28    | 35 a 39 | 24    |
| 8     | 30 a 34 | 8     |
| 12    | 25 a 29 | 4     |
| 8     | 20 a 24 | 4     |
| 20    | 15 a 19 | 20    |
| 8     | 10 a 14 | 28    |
| 24    | 5 a 9   | 16    |
| 12    | 0 a 4   | 8     |

## Economia
El 2007 la població en edat de treballar era de 314 persones, 218 eren actives i 96 eren inactives. De les 218 persones actives 204 estaven ocupades (108 homes i 96 dones) i 14 estaven aturades (4 homes i 10 dones). De les 96 persones inactives 35 estaven jubilades, 36 estaven estudiant i 25 estaven classificades com a «altres inactius».

### Ingressos
El 2009 a Ormes hi havia 164 unitats fiscals que integraven 421 persones, la mediana anual d'ingressos fiscals per persona era de 26.597 €.

### Activitats econòmiques
Dels 21 establiments que hi havia el 2007, 4 eren d'empreses extractives, 1 d'una empresa de fabricació d'altres productes industrials, 2 d'empreses de construcció, 1 d'una empresa de comerç i reparació d'automòbils, 2 d'empreses d'informació i comunicació, 2 d'empreses immobiliàries, 3 d'empreses de serveis, 2 d'entitats de l'administració pública i 4 d'empreses classificades com a «altres activitats de serveis».
Dels 6 establiments de servei als particulars que hi havia el 2009, 2 eren establiments de lloguer de cotxes, 1 paleta, 1 fusteria, 1 agència immobiliària i 1 saló de bellesa.
L'únic establiment comercial que hi havia el 2009 era una joieria.
L'any 2000 a Ormes hi havia 7 explotacions agrícoles que ocupaven un total de 497 hectàrees.

## Poblacions més properes
El següent diagrama mostra les poblacions més properes.